# Internationales Federballturnier in Tröbitz 1965

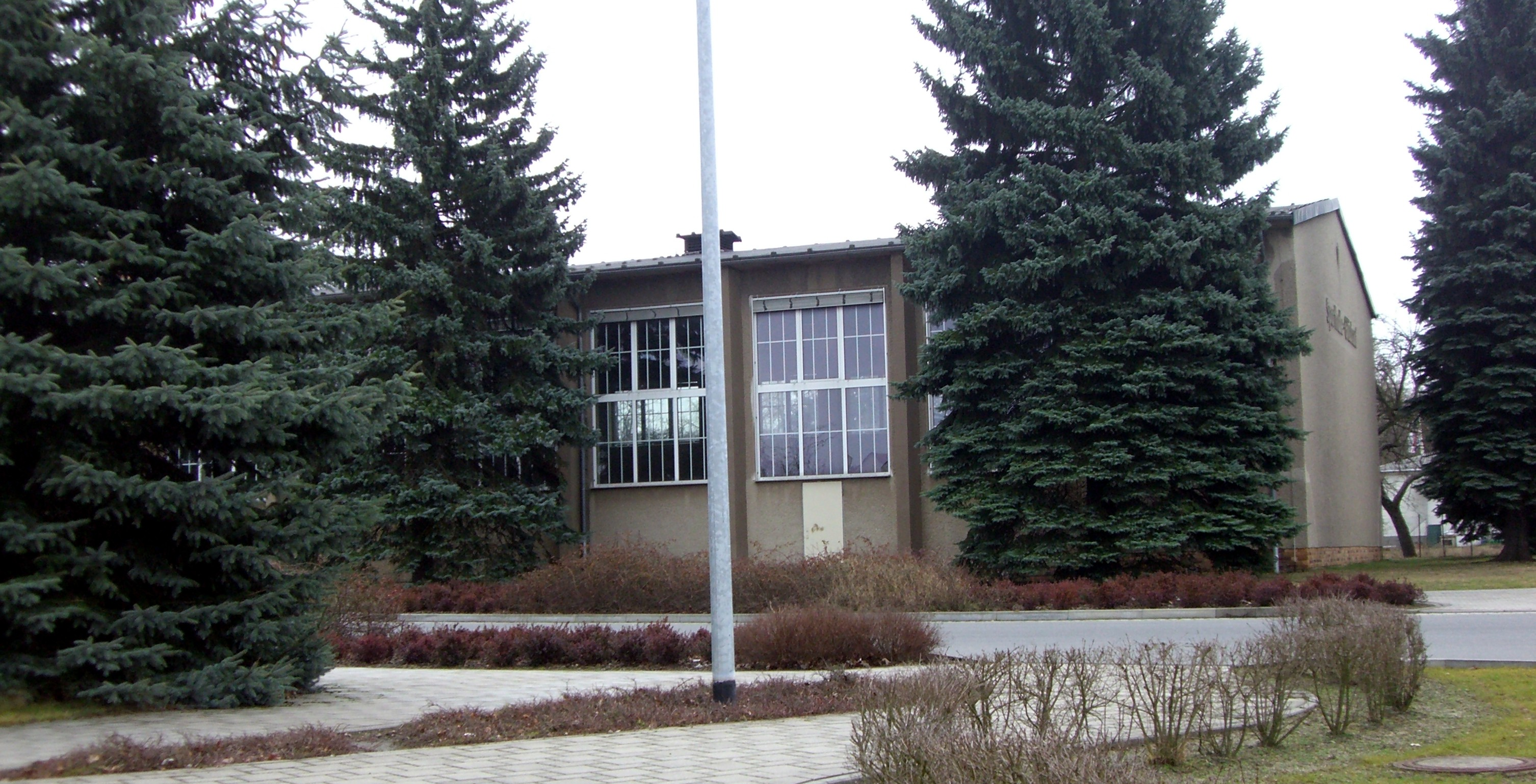
Sporthalle Glückauf Tröbitz

Das Internationale Federballturnier in Tröbitz 1965 fand als Osterturnier vom 17. bis zum 18. April 1965 in der Sporthalle Glückauf in Tröbitz statt. Es war die sechste Auflage dieser Turnierserie.

## Sieger und Platzierte
| Disziplin    | Gold                                                                | Silber                                             | Bronze                                                       |
| ------------ | ------------------------------------------------------------------- | -------------------------------------------------- | ------------------------------------------------------------ |
| Herreneinzel | Elo Hansen (Dänemark)                                               | Gert Nordqvist (Schweden)                          | Gottfried Seemann (Aktivist Tröbitz)                         |
| Dameneinzel  | Eva Twedberg (Schweden)                                             |                                                    |                                                              |
| Herrendoppel | Elo Hansen / Tom Nielsen (Dänemark)                                 |                                                    |                                                              |
| Damendoppel  | Rita Gerschner / Beate Herbst (Aktivist Tröbitz / HSG DHfK Leipzig) | Eva Twedberg / Ann-Christine Rosenquist (Schweden) | Gitta Rost / Marianne Svensson (Aktivist Tröbitz / Dänemark) |